# Büroturm S2
Der Büroturm S2 ist ein Hochhaus in Ljubljana in Slowenien. Er wurde 1972 bis 1978 nach Plänen des jugoslawischen Architekten Milan Mihelič errichtet. Ursprünglich war er mit einem zweiten Turm namens S1 als Ensemble geplant, jedoch wurde dieser nie realisiert. Der Turm besteht aus einem Kern aus Stahlbeton kombiniert mit Stockwerken aus vertikalen Stahlelementen. Das Gebäude ist ein bedeutendes Zeugnis moderner jugoslawischer Architektur.

## Beschreibung
Das Gebäude befindet sich im Nordwesten des Stadtzentrums am Stadtring, der an dieser Stelle eine Kurve von einem Nordost-Südwest- zu einem Ost-West-Verlauf macht. Der rechteckige, in Nord-Süd-Richtung langgestreckte Baukörper wird besonders durch seine vertikale Ausdehnung bestimmt. Ein von der Straße rückwärtiger, südlicher Teil des Gebäudes ist in Stahlbeton ausgeführt und durch in zwei Gruppen aufgeteilte, vertikal angeordnete Blindfenster an der Ost- und Westwand gegliedert. Der nördliche, der Straße zugewandte Gebäudeteil ist in Stahl ausgeführt. Vierzehn gleich hohe Geschosse erheben sich über einem Freiraum im Erdgeschoss. Die Nordfassade ist siebenachsig, die Fenster nehmen fast die gesamte Geschosshöhe ein und sind durch runde Ecken charakterisiert. Zwischen den Fenstern befinden sich nur dünne Metallleisten. Die Gebäudeecken sind mit gebogenen Glasscheiben ausgeführt, wodurch sich die Fassadengestaltung ohne Unterbrechung über alle drei Seiten des nördlichen Gebäudeteils erstreckt. Durch markante Schattenfugen ist jedes Stockwerk von den darüber und darunter liegenden klar unterscheidbar. Ein fünfzehntes, etwa doppelt so hohes Stockwerk, bildet den oberen Abschnitt des nördlichen Gebäudeteils. Der südliche Stahlbetonturm ragt etwa eine Geschosshöhe über den nördlichen Teil aus Stahl hinaus. Im offenen Erdgeschoss tragen zwei Stahlstützen auf runden Beton- oder Natursteinbasen die über ihr befindliche Last. Der Eingang wird durch drei hintereinander gestaffelte, polygonalen Durchgänge, gebildet. Der Vorplatz ist mit Naturstein belegt.
Seit 2017 befindet sich östlich fast direkt an das Gebäude angebaut das InterContinental Ljubljana.

## Rezeption
2018 bis 2019 wurden Modelle und Zeichnungen des Gebäudes im Rahmen der Ausstellung Toward a Concrete Utopia: Architecture in Yugoslavia 1948–1980 vom Museum of Modern Art gezeigt.